# Аппель (Німеччина)
Аппель (нім. Appel) — громада в Німеччині, розташована в землі Нижня Саксонія. Входить до складу району Гарбург. Складова частина об'єднання громад Голленштедт.
Площа — 15,42 км2. Населення становить 2015 ос. (станом на 31 грудня 2021).

## Галерея

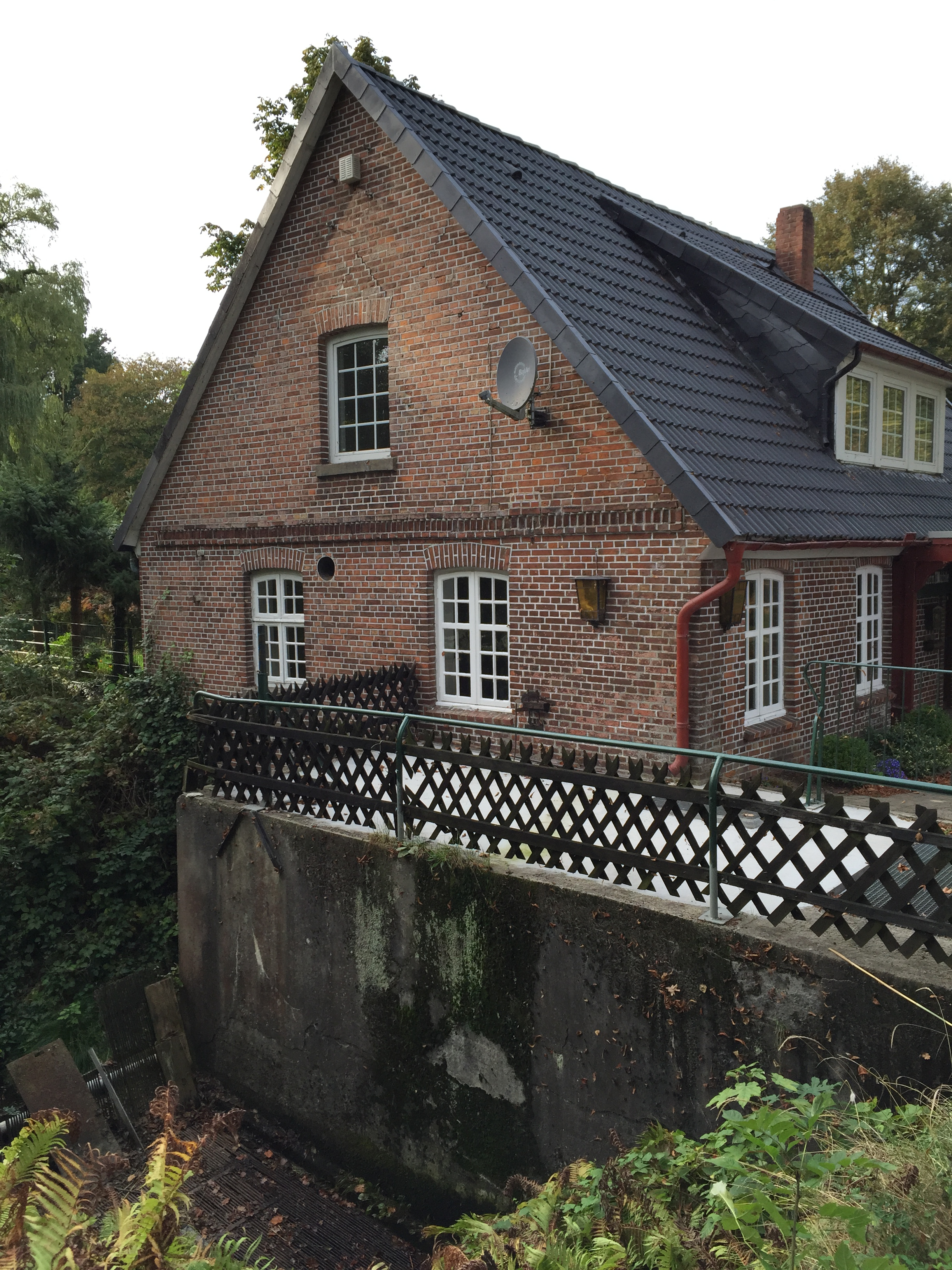
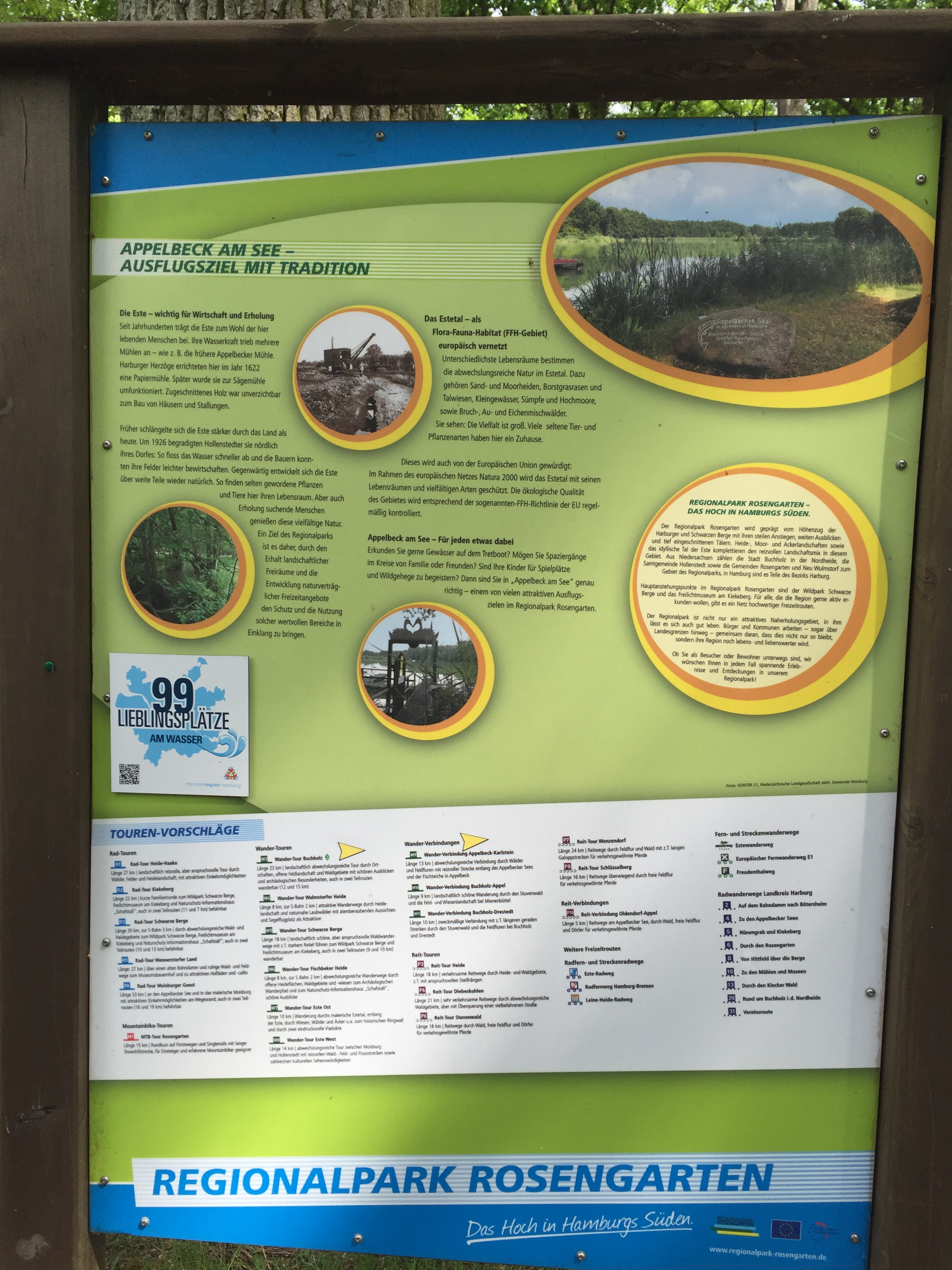